# Kočky (film, 2019)
Kočky (v anglickém originále Cats) je americký a britský filmový muzikál z roku 2019, který vychází ze stejnojmenného divadelního muzikálu. Muzikál je napsán na motivy knihy Thomase Stearnse Eliota Praktická příručka o kočkách. Film režíroval Tom Hooper, který současně i napsal scénář spolu s Lee Hallem. Jedním z výkonných producentů filmu je Steven Spielberg.
Natáčení probíhalo od prosince 2018 do dubna 2019. Hlavní role ztvárnili Jennifer Hudson, Taylor Swift, Judi Dench, Jason Derulo, Idris Elba, James Corden, Ian McKellen a Rebel Wilson. Film se stal debutem pro Francescu Hayward, Cats pro ni znamená první roli v celovečerním filmu.
Film měl ve Spojených státech premiéru dne 20. prosince 2019 a dočkal se převážně negativních recenzí.

## Obsazení
| James Corden      | Vašnosta Brum, Bustopher Jones (anglicky)            |
| Judi Dench        | Starobyl Vznešený, Old Deuteronomy (anglicky)        |
| Jason Derulo      | Rambajz-Tágo, Rum Tum Tugger (anglicky)              |
| Idris Elba        | Mc Dlouhý Dráp, Macavity (anglicky)                  |
| Jennifer Hudson   | Grizabella                                           |
| Ian McKellen      | Divadelní kocour Múz, Gus the Theatre Cat (anglicky) |
| Taylor Swift      | Bombalerína, Bombalurina (anglicky)                  |
| Rebel Wilson      | Moura, Jennyanydots (anglicky)                       |
| Francesca Hayward | Viktorie, Victoria (anglicky)                        |
| Laurie Davidson   | Abraka-Máryfuk, Mr. Mistoffelees (anglicky)          |
| Robert Fairchild  | Rozumbrad, Munkustrap (anglicky)                     |
| Mette Towley      | Kasandra, Cassandra (anglicky)                       |
| Steven McRae      | Šimbal-Klimbal, Skimbleshanks (anglicky)             |
| Danny Collins     | Mungodžery, Mungojerrie (anglicky)                   |
| Naoimh Morgan     | Tingl-Tangl, Rumpleteazer (anglicky)                 |
| Ray Winstone      | Growltiger                                           |
| Les Twins         | Platón a Sokratés, Plato and Socrates (anglicky)     |
| Jaih Betote       | Darmošlap, Coricopat (anglicky)                      |
| Jonadette Carpio  | Jeminé, Jemina (anglicky)                            |
| Daniela Norman    | Demetra, Demeter (anglicky)                          |
| Bluey Robinson    | Alfonso, Alonzo (anglicky)                           |
| Freya Rowley      | Dželína, Jellylorum (anglicky)                       |
| Ida Saki          | Elektra, Electra (anglicky)                          |
| Zizi Strallen     | Kňoura-Mžoura, Tantomile (anglicky)                  |
| Eric Underwood    | Admetus                                              |